# امین حارث
امین حارث (عربی: أمین حارث؛ زادهٔ ۱۸ ژوئن ۱۹۹۷) بازیکن فوتبال اهل فرانسه است. از باشگاه‌هایی که در آن بازی کرده‌است می‌توان به باشگاه فوتبال نانت و باشگاه فوتبال شالکه ۰۴ اشاره کرد. وی همچنین سابقه ۲ بازی در تیم ملی فوتبال مراکش را در کارنامه دارد.

## عملکرد باشگاهی

### نانت
حارث در تاریخ ۱۳ اوت ۲۰۱۶ مقابل دیژون اولین بازی خود را در لوشامپیونا انجام داد. او بازی را با نتیجه یک بر صفر به پایان رسانید.

### شالکه۰۴
در تاریخ ۱۰ ژوئیه ۲۰۱۷، شالکه ۰۴ از بستن قرارداد چهار ساله با حارث خبر داد. مبلغ نقل و انتقالات پرداخت شده به نانت ۸ میلیون یورو گزارش شده‌است که می‌تواند با پاداش به ۱۰ میلیون یورو برسد.
او اولین بازی خود را در تاریخ ۱۴ اوت در باشگاه آلمانی در جام حذفی آلمان مقابل بی اف سی دینامو انجام داد. او مسابقه را در نیمه دوم با نتیجه ۲–۰ دور از خانه شروع کرد. در ۲۵ نوامبر ۲۰۱۷، هاریث اولین گل خود در بوندس لیگا را در مقابل رقیب قدیمی شالکه، بروسیا دورتموند به ثمر رساند تا شالکه در یک بازی تاریخی در دربی روهر بازی۰–۴ باخته را تبدیل به تساوی ۴–۴ کند.
او برای دسامبر سال ۲۰۱۷ به عنوان بهترین بازیکن تازه‌کار ماه بوندسلیگا برگزیده شد، و در سال ۲۰۱۷ جایزه بهترین بازیکن تازه‌کار بوندس لیگا را گرفت.
در ۱۱ دسامبر ۲۰۱۹، حارث قرارداد خود را با شالکه تا سال ۲۰۲۴ تمدید کرد.

## عملکرد بین‌المللی

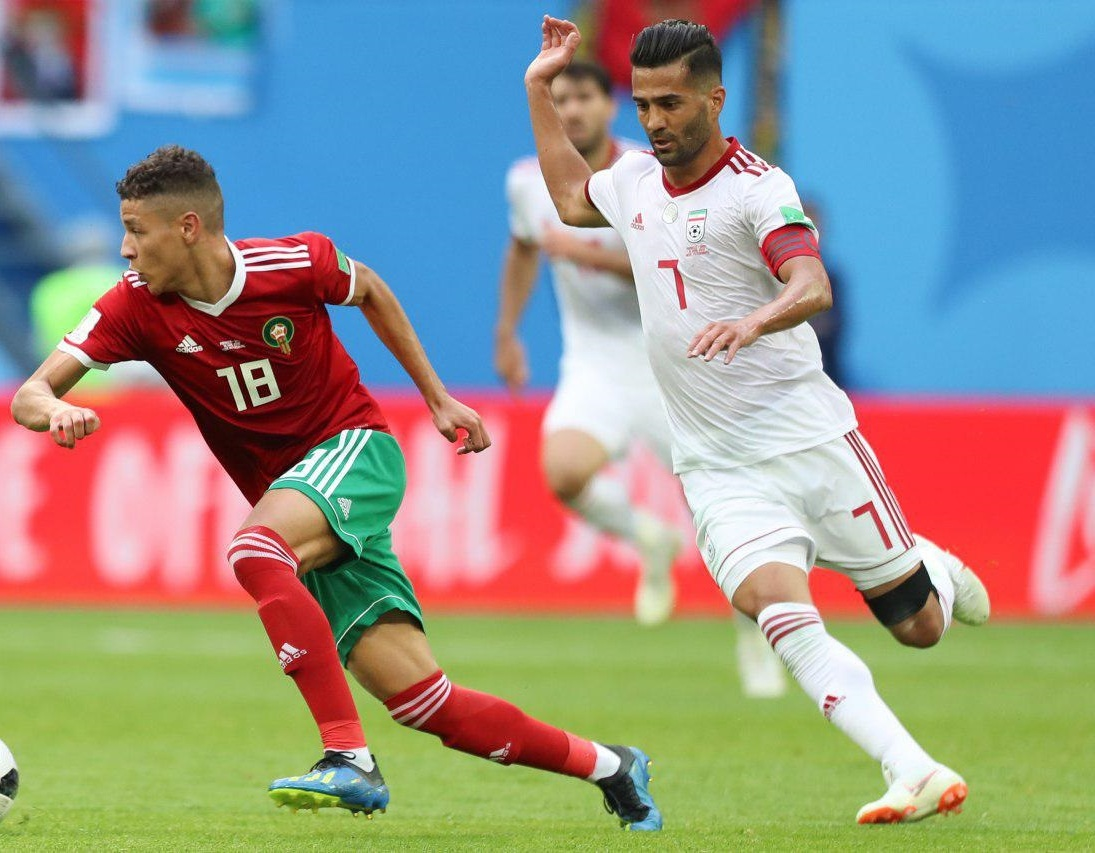
حارث در بازی های جام جهانی ۲۰۱۸

حارث نماینده تیم‌های ملی جوانان فرانسه است که از تیم ملی فوتبال زیر ۱۸ سال فرانسه تا مسابقات زیر ۲۱سال فرانسه شروع می‌شود. حارث تبار مراکشی دارد و در اکتبر ۲۰۱۵ از فراخوان حضور در زیر ۱۹سال مراکش خودداری کرد. با این حال، در ۱۲ سپتامبر ۲۰۱۷، حارث تصمیم گرفت تا تابعیت خود را به تیم ملی مراکش تغییر دهد.
در ۷ اکتبر ۲۰۱۷، او در مسابقه مقدماتی جام جهانی ۲۰۱۸ روسیه با گابن در استادیوم محمد پنجم در کازابلانکا، اولین بازی بین‌المللی خود را برای مراکش انجام داد و در دقیقه ۹۰ در پیروزی ۳–۰ جایگزین نورالدین آمراباط شد.
در ماه مه ۲۰۱۸ در تیم ۲۳ نفره مراکش برای حضور در جام جهانی فیفا ۲۰۱۸ روسیه معرفی شد.

## زندگی شخصی
حارث یک مسلمان است. وی در سال ۲۰۱۸ در یک تصادف رانندگی در مراکش شرکت داشت که در آن یک مرد ۳۰ ساله کشته شد.

## افتخارات

### بین‌المللی
- مسابقات فوتبال زیر ۱۹سال قهرمانی اروپا:۲۰۱۶

### فردی
- تیم منتخب مسابقات فوتبال زیر ۱۹سال قهرمانی اروپا۲۰۱۶
- بهترین بازیکن تازه‌کار بوندس لیگا:۱۸–۲۰۱۷